# Wolfram Siebeck
Wolfram Siebeck (Duisburgo, Alemania; 19 de septiembre de 1928-7 de julio de 2016) fue un periodista alemán (Die Zeit) y gastrónomo.

## Condecoraciones
- 1991 condecorado con la medalla oficial de Francia denominada Chevalier du merite agricole.
- 2003 Se nominó con su 75 cumpleaños del Bundesverdienstkreuz.

## Trabajos
- Kochen bis aufs Messer. - München: Nymphenburger, 1982. - ISBN 3-485-00442-1
- Aller Anfang ist leicht. - München: Heyne, 1983. - ISBN 3-453-40430-0
- Eine Prise Süden. - München: Heyne, 1984. - ISBN 3-453-36003-6
- Liebe auf den ersten Biß. - München: Heyne, 1985. - ISBN 3-453-36008-7
- Nicht nur Kraut & Rüben. - München: Heyne, 1985. - ISBN 3-453-36011-7
- Vorsicht, bissiger Hummer!. - München: Heyne, 1986. - ISBN 3-453-36016-8
- Wenn Madame den Deckel hebt. - München: Heyne, 1986. - ISBN 3-453-05421-0
- Frisch gewürzt ist halb gewonnen. - München: Heyne, 1987. - ISBN 3-453-05421-0
- Die schönsten und besten Bistros von Paris. - München: Heyne, 1988. - ISBN 3-453-04361-8 (vol. 1-2)
- Die Feinschmecker-Kochschule. - München: Heyne, 1989. - ISBN 3-453-03228-4
- Das leckere Dutzend. - München: Heyne, 1989. - ISBN 3-453-03602-6
- Die Weinstuben des Elsaß. - München: Heyne, 1991. - ISBN 3-453-04775-3